# Osmia melanota
Osmia melanota là một loài Hymenoptera trong họ Megachilidae. Loài này được Morawitz mô tả khoa học năm 1888.